# 艾江山
艾江山（英語：Karl Winfred Eikenberry，1951年—），美國前外交官及陸軍退役中將，歷任美國駐阿富汗大使、北約駐阿富汗聯軍司令、美國駐華大使館武官等職。艾江山的妻子是臺灣出生、祖籍東北的侯景苑。

## 教育
艾江山在1969年畢業於北卡羅萊那州戈爾茲伯勒高中。他在西點軍校時選了中文作為第二外語。1973年西點軍校畢業後任美國陸軍少尉。艾江山也獲得哈佛大學東亞研究碩士，他以後回到哈佛大學約翰肯尼迪政府學院當國家安全研究員。他也獲得史丹佛大學政治學碩士學位，他也是一個史丹佛的博士研究生。此外，艾江山在香港的英國國防部中國語言學校研究，獲得了英國外交部的普通話口譯證書。他也獲得南京大學中國歷史高等學位。

## 軍事生涯

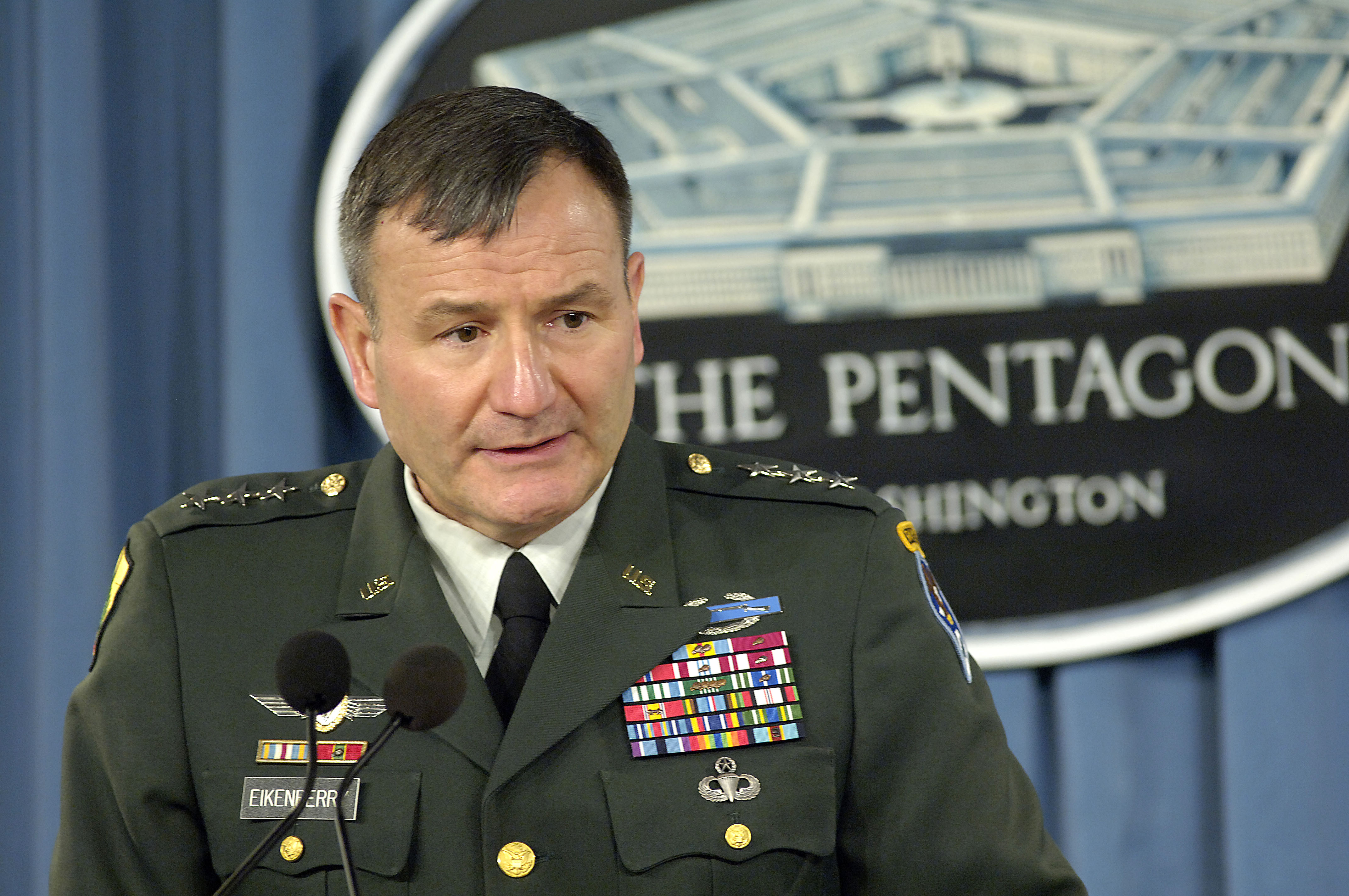
北約駐阿聯軍司令任內的艾江山中將。

艾江山曾任美國陸軍第10山地師第87步兵團第二營的營長。並在駐美國，韓國和歐洲的空降兵、遊騎兵、以及機械化步兵部隊任職。曾任美國國防部長室中、台、港、蒙事務科科長。艾江山在1997年是美國駐華大使館助理武官，後升任武官，到2000年離任。後任美軍太平洋司令部戰略計畫及政策主任。
艾氏第一次參與阿富汗戰爭是從2002年9月到2003年9月。在此期間，他擔任兩個職位，他的主要職責是為美國在阿富汗的安全協調員。他的第二個職位是阿富汗的軍事合作辦公室主任。他的主任位置使他成為建立阿富汗陸軍第1軍的總設計師，阿富汗當地人稱之“阿富汗陸軍之父”。艾江山曾在華盛頓特區的美國陸軍部任戰略、計劃和政策部門主管。2005年艾江山昇美國陸軍中將，任北約駐阿富汗聯軍司令18個月。2007年任北約軍事委員會副主席。

## 美國駐阿富汗大使
2009年1月29日，紐約時報報導，美國總統奧巴馬選擇艾江山接替威廉·B·伍德任下屆美國駐阿富汗大使。紐約時報相信選擇職業軍官任敏感職位為“極不尋常”。奧巴馬3月11日正式宣布他的提名 。2009年4月3日，美國參議院確認艾江山的提名。2009年4月28日艾江山以陸軍中將階級退休，並於2009年4月29日，宣誓就任美國駐阿富汗大使。艾江山獲准攜帶妻子侯景苑與他住在喀布爾。成為美國駐阿富汗大使館女主人的侯景苑曾以“江山”為筆名在世界日報週刋上發表一系列有關阿富汗風土人情的文章。
艾江山夫婦2011年7月21日由阿富汗任滿回國。歐巴馬總統2011年7月22日下午在白宮橢圓形辦公室，接見艾江山及其夫人侯景苑，感謝他們在阿富汗為國效力。侯景苑並代替阿富汗人民，送給歐巴馬一幅阿富汗婦女手製的象徵兩國友誼的被面（quilt）。艾江山2011年9月1日起，將前往史丹佛大學國際研究學院任教及研究。

## 電報洩密事件
2009年11月，艾江山發了兩封電報稿給他的上司，電報中他評估了擬議中的美國在阿富汗的戰略。電報內容不久後被洩露。2010年1月，紐約時報獲取並發布電報內容。其內容顯示當時的艾大使強烈認為阿富汗總統哈米德·卡爾扎伊、阿富汗政府和阿富汗的軍隊都不是理想的戰略夥伴。增加盟軍的佈署可能會使卡爾扎伊政府過於依賴美國，而傷害阿富汗戰爭。
2010年6月，滾石雜誌的故事內，描述麥克克里斯托將軍對艾江山被洩密的電報內容感覺傻了眼。另一方面，其他地方所描述的艾江山很坦誠的表達他關切卡爾扎伊政府是否為美國在阿富汗的可靠合作夥伴。